# Sprüche der Väter
Sprüche der Väter (hebräisch פרקי אבות Pirqe Avot) ist ein Traktat der Mischna in der Ordnung Nesiqin und behandelt Fragen der Ethik.

## Im Talmud und in den Siddurim
Obwohl der Traktat in die Struktur des Talmud eingebettet ist – es handelt sich um den neunten Traktat im Seder Nesiqin –, gibt es wesentliche Unterschiede zum restlichen talmudischen Text. Einerseits gibt es keine weiterführenden Erklärungen in Form von Gemara, andererseits enthält der Abschnitt keine halachischen Vorschriften zur Regelung der jüdischen Lebensweise.
Die Sprüche der Väter sind sowohl in liberalen als auch in orthodoxen Gemeinden Teil der Liturgie und sind deshalb in zahlreichen Siddurim (Gebetbüchern) zu finden.

## Gliederung
Die Sprüche der Väter sind in sechs Kapitel unterteilt. Die ethischen Maximen sind als Aussagen verschiedener Rabbinen in chronologischer Reihenfolge dargeboten. Sie beginnen mit der Überlieferungsgeschichte der Tora:

“משֶׁה קִבֵּל תּוֹרָה מִסִּינַי, וּמְסָרָהּ לִיהוֹשֻׁעַ, וִיהוֹשֻׁעַ לִזְקֵנִים, וּזְקֵנִים לִנְבִיאִים, וּנְבִיאִים מְסָרוּהָ לְאַנְשֵׁי כְנֶסֶת הַגְּדוֹלָה.”

„Moscheh qibel Torah missinaj, umesarah lihoschua, wihoschua lisiqenim, usqenim lineviʾim, uneviʾim mesaruha leʾansche cheneset hagadolah“

„Mose empfing Tora (Weisung) am Sinai und übergab sie Josua, Josua den Ältesten, die Ältesten den Propheten, und die Propheten übergaben sie den Männern der großen Versammlung.“

## Bekannte Sprüche
Besonders bekannt ist der Ausspruch des Tannaiten Hillel:

“אִם אֵין אֲנִי לִי, מִי לִי. וּכְשֶׁאֲנִי לְעַצְמִי, מָה אֲנִי. וְאִם לֹא עַכְשָׁיו, אֵימָתָי”

„ʾim ʾen ʾani li, mi li, uchʾsche-aní leʿatzmí, mah ʾani, weʾim lo ʿachsháw ematáj“

„Wenn ich nicht für mich bin, wer ist für mich? Und solange ich (nur) für mich selbst bin, was bin ich? Und wenn nicht jetzt, wann denn?“

Ebenfalls von Hillel ist Folgendes überliefert:

“.וְלֹא כָל הַמַּרְבֶּה בִסְחוֹרָה מַחְכִּים. ובִמְקוֹם שֶׁאֵין אֲנָשִׁים, הִשְׁתַּדֵּל לִהְיוֹת אִישׁ”

„Welo chol hammarbeh vis-chorah maḥkim. Uvimqom scheʾen ʾanaschim, hischtadel lihjot ʾisch“

„Und wer viel Handel treibt, wird nicht weise. Fehlt es an einem Ort an Männern, dann bemühe dich, ein Mann zu sein.“

## Text und Übersetzungen
- Bernhard Lang: Sprüche der Väter. Das Weisheitsbuch im Talmud. Reclam, Stuttgart 2020, ISBN 978-3-15-014042-0 (kommentierte Neuübersetzung aus christlicher Perspektive).
- Karl Marti, Georg Beer: ʾAḇôṯ (Väter). Text, Übersetzung und Erklärung (= Die Mischna. Seder 4, Nezikin, Traktat 9). Töpelmann, Gießen 1927, urn:nbn:de:hebis:30:1-136162
- Max Emanuel Stern: Perlen des Orientes und Kernsprüche der Väter: eine metrisch-gereimte Übersetzung des talmudischen Traktates, betitelt Pirke Aboth. Wien 1840. (Digitalisat in der Google-Buchsuche)
- Frank Ueberschaer, Michael Krupp: Die Mischna: Avot (Väter). Jerusalem 2003, ISBN 965-7221-13-7.
- Verschiedene: Pirkej Awot, Übersetzungen und Kommentare online (talmud.de)